# 4J Studios
4J Studios es una desarrolladora de videojuegos británica, concretamente escocesa con base en Dundee y East Linton. La compañía ha trabajado con grandes distribuidoras como  ZeniMax Media, Mojang y Microsoft Studios. Gran parte de la plantilla de trabajadores es parte del extinto estudio VIS Entertainment.

## Premios
En el año 2012, 4J Studios fue premiada con el Premio Golden Joystick por el Mejor Juego Descargable, y el Premio de la Industria de los Videojuegos de TIGA por el Mejor Juego Arcade, gracias al Minecraft de XBLA.

## Juegos

### Juegos originales
| Año  | Juego                                          | Plataforma(s) | Plataforma(s) | Plataforma(s) | Plataforma(s) | Plataforma(s) |
| Año  | Juego                                          | PS2           | Xbox          | Wii           | NDS           |               |
| ---- | ---------------------------------------------- | ------------- | ------------- | ------------- | ------------- | ------------- |
| 2005 | Breeders' Cup World Thoroughbred Championships | Sí            | Sí            | No            | No            |               |
| 2006 | Star Trek: Encounters                          | Sí            | No            | No            | No            |               |
| 2007 | Star Trek: Conquest                            | Sí            | No            | Sí            | No            |               |
| 2008 | AMF Bowling Pinbusters!                        | No            | No            | No            | Sí            |               |
| 2008 | Ducati Moto                                    | No            | No            | No            | Sí            |               |
| 2009 | Shark hunt 2006`                               | Sí            | No            | No            | No            |               |

### juegos que han porteado
| Año  | Título                              | Plataforma(s) |
| ---- | ----------------------------------- | ------------- |
| 2007 | The Elder Scrolls IV: Oblivion      | PS3           |
| 2008 | Overlord: Raising Hell              | PS3           |
| 2008 | Banjo-Kazooie                       | XBLA          |
| 2009 | Banjo-Tooie                         | XBLA          |
| 2010 | Perfect Dark                        | XBLA          |
| 2012 | Minecraft: Xbox 360 Edition         | X360          |
| 2013 | Minecraft: PlayStation 3 Edition    | PS3           |
| 2014 | Minecraft: Xbox One Edition         | XBO           |
| 2014 | Minecraft: PlayStation 4 Edition    | PS4           |
| 2014 | Minecraft: PlayStation Vita Edition | PSVita        |
| 2015 | Minecraft: Wii U Edition            | Wii U         |
| 2017 | Minecraft: Nintendo Switch Edition  | Switch        |